# Pseudophaula strigulata
Pseudophaula strigulata är en skalbaggsart som beskrevs av Lane 1973. Pseudophaula strigulata ingår i släktet Pseudophaula och familjen långhorningar. Inga underarter finns listade i Catalogue of Life.